# John Schlesinger
John Richard Schlesinger (London, 1926. február 16. – Palm Springs, Kalifornia, USA, 2003. július 25.) Oscar-díjas brit film- és színházi rendező.

## Élete és pályafutása
1926. február 16-án született Londonban Bernard Edward Schlesinger és Winifred Henrietta Regensburg gyermekeként.
Tanulmányait a Balliol College-ban végezte Oxfordban.
1956 és 1959 között a BBC-nek forgatott dokumentumfilmeket. Első munkája, az Első szerelem (1962) Arany Medve-díjat kapott. Egy évvel később jött A hazudós Bully, amelyben Julie Christie debütált. 1964 és 1966 között a Royal Shakespeare Company és a londoni Aldwych Színház rendezője volt. 1969-ben az Éjféli cowboy volt az első amerikai filmje, ez Oscar-díjban részesült. 1971-ben a Vasárnap, átkozott vasárnap című filmjét Oscar-díjra jelölték. 1975-től 1984-ig a londoni National Theatre és a Royal Opera House rendezőjeként dolgozott. 
1973 és 1988 között a londoni National Theatre társigazgatója volt.

## Magánélete
Homoszexualitását sohasem titkolta, Michael Childers nevű partnerével az 1960-as évektől kezdve egészen haláláig együtt élt. Szexuális irányultsága 1991-ben kapott nagyobb nyilvánosságot: tucatnyi meleg és leszbikus művésztársával együtt Ian McKellen védelmére kelt, amikor az Derek Jarman nyílt levele ellenére sem utasította el a lovagi rangot, amelyet első ízben ítéltek nyíltan meleg vagy leszbikus személynek.
2003. július 25-én hunyt el a kaliforniai Palm Springsben.

## Filmográfia

### Film
| Év   | Magyar cím                 | Eredeti cím                | Feladatkör | Feladatkör        | Feladatkör        |
| Év   | Magyar cím                 | Eredeti cím                | Rendező    | Író               | Producer          |
| ---- | -------------------------- | -------------------------- | ---------- | ----------------- | ----------------- |
| 1952 |                            | The Starfish               | Igen       | Igen              | Nincs feltüntetve |
| 1962 | Ez is szerelem             | A Kind of Loving           | Igen       | Nem               | Nem               |
| 1963 | A hazudós Billy            | Billy Liar                 | Igen       | Nem               | Nem               |
| 1965 | Darling                    | Darling                    | Igen       | Sztori            | Nem               |
| 1967 | Távol a tébolyult tömegtől | Far from the Madding Crowd | Igen       | Nem               | Nem               |
| 1969 | Éjféli cowboy              | Midnight Cowboy            | Igen       | Nem               | Nem               |
| 1971 | Átkozott vasárnap          | Sunday Bloody Sunday       | Igen       | Nincs feltüntetve | Nem               |
| 1975 | A sáska napja              | The Day of the Locust      | Igen       | Nem               | Nem               |
| 1976 | Maraton életre-halálra     | Marathon Man               | Igen       | Nem               | Nem               |
| 1979 | Jenkik                     | Yanks                      | Igen       | Nem               | Nem               |
| 1981 | Mulató a sztrádán          | Honky Tonk Freeway         | Igen       | Nem               | Nem               |
| 1985 | Sólyom és a nepper         | The Falcon and the Snowman | Igen       | Nem               | Igen              |
| 1987 | Fekete mágia               | The Believers              | Igen       | Nem               | Igen              |
| 1988 | Madame Sousatzka           | Madame Sousatzka           | Igen       | Igen              | Nem               |
| 1990 | Csendes terror             | Pacific Heights            | Igen       | Nem               | Nem               |
| 1993 | Az ártatlan                | The Innocent               | Igen       | Nem               | Nem               |
| 1996 | Szemet szemért             | Eye for an Eye             | Igen       | Nem               | Nem               |
| 2000 | A második legjobb dolog    | The Next Best Thing        | Igen       | Nem               | Nem               |

Dokumentum-rövidfilmek
| Év   | Cím                     | Feladatkör | Feladatkör | Feladatkör | Megjegyzések                      |
| Év   | Cím                     | Rendező    | Író        | Producer   | Megjegyzések                      |
| ---- | ----------------------- | ---------- | ---------- | ---------- | --------------------------------- |
| 1956 | Sunday in the Park      | Igen       | Nem        | Igen       | operatőr                          |
| 1961 | Terminus                | Igen       | Igen       | Nem        | cameoszerep (utas)                |
| 1967 | Israel: A Right to Live | Igen       | Nem        | Nem        | elveszett film                    |
| 1973 | The Longest             | Igen       | Nem        | Nem        | Így látták ők című film szegmense |

### Televízió
| Év        | Magyar cím           | Eredeti cím              | Megjegyzések              |
| --------- | -------------------- | ------------------------ | ------------------------- |
| 1958–1961 |                      | Monitor                  | 4 epizód                  |
| 1960–1963 |                      | The Valiant Years        | dokumentumsorozat         |
| 1967      |                      | The Wednesday Play       | 1 epizód                  |
| 1983      | Külön asztalok       | Separate Tables          | tévéfilm                  |
| 1983      | An Englishman Abroad |                          | tévéfilm                  |
| 1991      |                      | Screen One               | Hamisítványok című epizód |
| 1995      | Fura farm            | Cold Comfort Farm        | tévéfilm                  |
| 1997      | Sweeney Todd         | The Tale of Sweeney Todd | tévéfilm                  |

## Színházi rendezései
- Whiting: No Why
- William Shakespeare: Athéni Timon
- Duras: Naphosszat a fán
- William Shakespeare: Julius Caesar

Operák
- Hoffmann meséi
- A rózsalovag
- Álarcosbál

## Díjak és jelölések
- Velencei Arany Oroszlán díj (1961)
- berlini Arany Medve-díj (1962)
- BAFTA-díj (1962, 1970, 1972, 1984, 1992)
- Bodil-díj (1962)
- a New York-i filmkritikusok díja (1965)
- Oscar-díj a legjobb rendezőnek (1969)
- David di Donatello-díj (1970, 1972)
- Shakespeare-díj (1981)
- a barcelonai fesztivál díja (1983)